# Futbol als Jocs Olímpics d'Estiu del 2000
Als Jocs Olímpics d'Estiu del 2000 celebrats a la ciutat de Sydney (Austràlia) es disputaren dues proves de futbol, una en categoria masculina i una altra en categoria femenina. La competició de futbol es realitzà entre els dies 13 i 30 de setembre del 2000 entre les seus del Stadium Australia i Sydney Football Stadium (Sydney), Hindmarsh Stadium (Adelaida), Brisbane Cricket Ground (Brisbane), Bruce Stadium (Canberra) i el Melbourne Cricket Ground (Melbourne).

## Comitès participants
Hi participaren un total de 391 futbolistes, entre ells 267 homes i 124 dones, de 20 comitès nacionals diferents:
|  | Categoria masculina - Austràlia - Brasil - Corea del Sud - Camerun - Eslovàquia - Espanya - Estats Units - Hondures - Itàlia - Japó - Kuwait - Marroc - Nigèria - Txèquia - Sud-àfrica - Xile | Categoria femenina - Alemanya - Austràlia - Brasil - Estats Units - Nigèria - Noruega - Suècia - R.P. de la Xina |

## Resum de medalles
| Prova                  | Or | Argent | Bronze |
| Futbol masculí Detalls | CamerunSamuel Eto'o · Serge Mimpo · Clement Beaud · Aaron Nguimbat · Joel Epalle · Modeste Mbami · Patrice Abanda · Nicolas Alnoudji · Daniel Bekono · Serge Branco · Lauren Etame · Carlos Kameni · Patrick Mboma · Albert Meyong · Daniel Ngom Kome · Geremi Njitap · Jean-Joel Perrier · Patrick Suffo · Pierre Wome          | EspanyaDavid Albelda · Iván Amaya · Miguel Ángel Angulo · Daniel Aranzubía · Joan Capdevila · Jordi Ferron · Gabriel Garcia · Xavier Hernández · Jesús María Lacruz · Albert Luque · Carlos Marchena · Felipe Ortiz · Carles Puyol · José María Romero · Ismael Ruiz · Raúl Tamudo · Antoni Velamazán · Unai Vergara | XilePedro Reyes · Nelson Tapia · Iván Zamorano · Javier di Gregorio · Cristian Álvarez · Francisco Arrue · Pablo Contreras · Sebastián González · David Henríquez · Manuel Ibarra · Claudio Maldonado · Reinaldo Navia · Rodrigo Núñez · Rafael Olarra · Patricio Ormazábal · David Pizarro · Rodrigo Tello · Mauricio Rojas           |
| Futbol femení Detalls  | NoruegaGro Espeseth · Bente Nordby · Marianne Pettersen · Hege Riise · Kristin Bekkevold · Ragnhild Gulbrandsen · Solveig Gulbrandsen · Margunn Haugenes · Ingeborg Hovland · Christine Bøe Jensen · Silje Jørgensen · Monica Knudsen · Gøril Kringen · Unni Lehn · Dagny Mellgren · Anita Rapp · Brit Sandaune · Bente Kvitland | Estats UnitsBrandi Chastain · Joy Fawcett · Julie Foudy · Mia Hamm · Kristine Lilly · Tiffeny Milbrett · Carla Overbeck · Cindy Parlow · Briana Scurry · Lorrie Fair · Michelle French · Shannon MacMillan · Siri Mullinix · Christie Pearce · Nikki Serlenga · Danielle Slaton · Kate Sobrero                       | AlemanyaAriane Hingst · Melanie Hoffmann · Steffi Jones · Renate Lingor · Maren Meinert · Sandra Minnert · Claudia Müller · Birgit Prinz · Silke Rottenberg · Kerstin Stegemann · Bettina Wiegmann · Tina Wunderlich · Nicole Brandebusemeyer · Nadine Angerer · Doris Fitschen · Jeannette Götte · Stefanie Gottschlich · Inka Grings |

## Medaller
| Posició | País         | Or | Argent | Bronze | Total |
| 1       | Camerun      | 1  | 0      | 0      | 1     |
| 1       | Noruega      | 1  | 0      | 0      | 1     |
| 3       | Espanya      | 0  | 1      | 0      | 1     |
| 3       | Estats Units | 0  | 1      | 0      | 1     |
| 5       | Alemanya     | 0  | 0      | 1      | 1     |
| 5       | Xile         | 0  | 0      | 1      | 1     |